# 1990 QO5
1990 QO5 är en asteroid i huvudbältet som upptäcktes den 29 augusti 1990 av den amerikanske astronomen Henry E. Holt vid Palomarobservatoriet.
Asteroiden har en diameter på ungefär 5 kilometer.